# 罗克福尔 (滨海塞纳省)
罗克福尔（法語：Rocquefort，法語發音：[ʁɔkfɔʁ]）是法国滨海塞纳省的一个市镇，属于鲁昂区。

## 地理
罗克福尔（49°39'58"N, 0°41'47"E）面积5.36 平方千米，位于法国诺曼底大区滨海塞纳省，该省份为法国北部沿海省份，其西部及北部濒大西洋英吉利海峡，东起顺时针与索姆省、瓦兹省、厄尔省和卡爾瓦多斯省接壤。
与罗克福尔接壤的市镇（或旧市镇、城区）包括：克利蓬维尔、昂夫龙维尔、欧托勒瓦图瓦、欧托圣叙尔皮斯、科地区埃里库尔、莱欧德科。

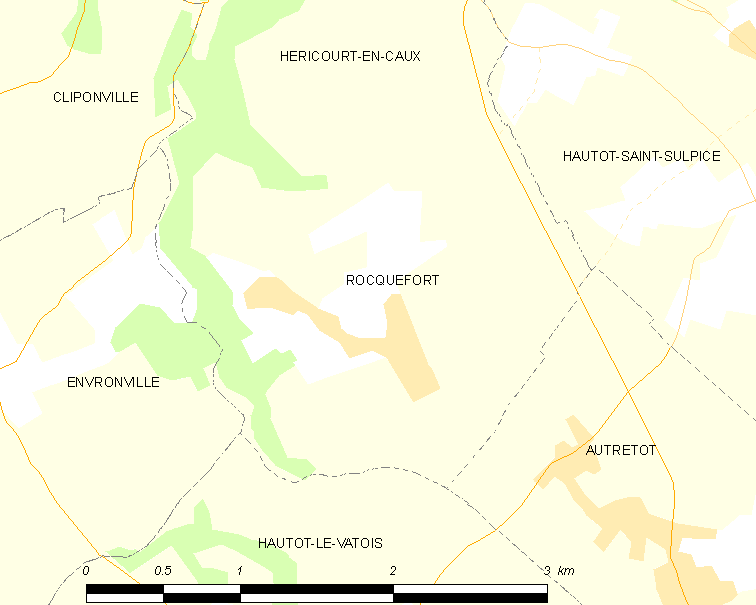
的OSM定位图

罗克福尔的时区为UTC+01:00、UTC+02:00（夏令时）。

## 行政
罗克福尔的邮政编码为76640，INSEE市镇编码为76531。

## 政治
罗克福尔所属的省级选区为科地区圣瓦勒里县。

## 人口

1962-2008年间人口变化图示

罗克福尔于2022年1月1日时的人口数量为322人。